# نهر بورالداي
نهر بورالداي (بالإنجليزية: Boralday River)‏ هو أحد أنهار جمهورية كازاخستان. ينبع من جبال كاراتو ويصب في نهر أرايس. يبلغ طوله 130 كلم وتبلغ مساحة مسطحه المائي 1760 كلم مربع أما نسبة التدفق فتبلغ 10.5 متر بالثانية.